# Myriotrema peninsulae
Myriotrema peninsulae är en lavart som beskrevs av R.C. Harris 1990. Myriotrema peninsulae ingår i släktet Myriotrema och familjen Thelotremataceae.   Inga underarter finns listade i Catalogue of Life.